# Tamara Wiktorowna Gladenko
Tamara Wiktorowna Gladenko (russisch Тамара Викторовна Гладенко; * 30. Apriljul. / 13. Mai 1917greg. in Krementschuk; † 24. August 1991 in Nowgorod) war eine sowjetische Architektin und Restauratorin.

## Leben
In den 1930er Jahren kam Gladenko nach Frunse. Sie studierte am Bautechnikum und arbeitete dann in der kirgisischen Bauprojektierungsorganisation Kirgosprojekt. 1942 wurde sie Mitglied der Union der Architekten der UdSSR.
Als nach dem Deutsch-Sowjetischen Krieg Gladenkos Mann Wassili Jefimowitsch Grewzew 1946 als Bauspezialist für den Wiederaufbau nach Nowgorod geschickt wurde, ging Gladenko mit ihm nach Nowgorod. Zunächst projektierte sie im Nowgoroder Nowoblprojekt den Wiederaufbau ziviler Gebäude. 1951 folgte sie der Einladung Ljubow Mitrofanowna Schuljaks (1896–1996), in der Nowgoroder Restaurierungswerkstatt mitzuarbeiten. Sie untersuchte in Nowgorod und Staraja Russa die jeweiligen Kirchen und Klöster einschließlich Bauaufmaß mit großer Sorgfalt und führte die notwendigen Wiederaufbau-, Sanierungs- und Restaurierungsarbeiten ganz oder teilweise durch. Sie wurde eine der führenden Restauratoren der Nowgoroder Restaurierungswerkstatt und Expertin für die altrussische Architektur.
1976 ging Gladenko in den Ruhestand. Sie beriet weiter ihre Kollegen und führte besondere wichtige Arbeiten aus.
Gladenko wurde auf dem Nowgoroder West-Friedhof begraben.

## Ehrungen, Preise
- Medaille „Für heldenmütige Arbeit im Großen Vaterländischen Krieg 1941–1945“ (1945)
- Jubiläumsmedaille „Zum Gedenken an den 100. Geburtstag von Wladimir Iljitsch Lenin“ (1970)
- Auszeichnung des Kulturministeriums der UdSSR (1970)
- Orden des Roten Banners der Arbeit (1971)
- Staatspreis der Russischen Föderation (1996 postum zusammen mit der Gruppe der Nowgoroder Restauratoren Leonid Jegorowitsch Krasnoretschjew, Grigori Michailowitsch Stender, Ljubow Mitrofanowna Schuljak, Gennadi Petrowitsch Lipatow, Michail Alexejewitsch Nikolski, Wladimir Fedorowitsch Platonow und Jewgeni Antonowitsch Strischow)[2][5]

## Gladenkos Arbeitsobjekte (Auswahl)

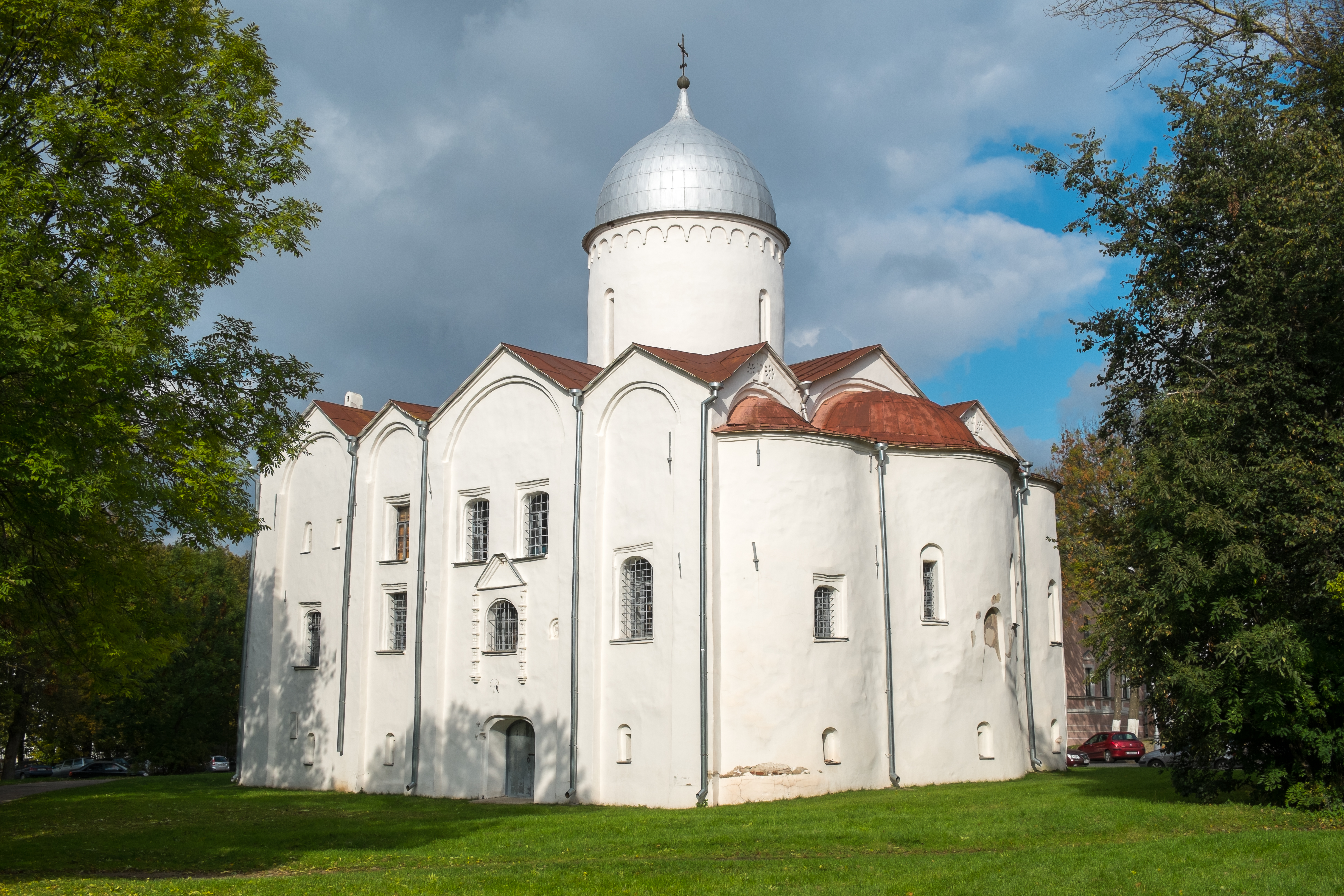
Johannes-Kirche im Jaroslaw-Hof (1951–1953), Nowgorod
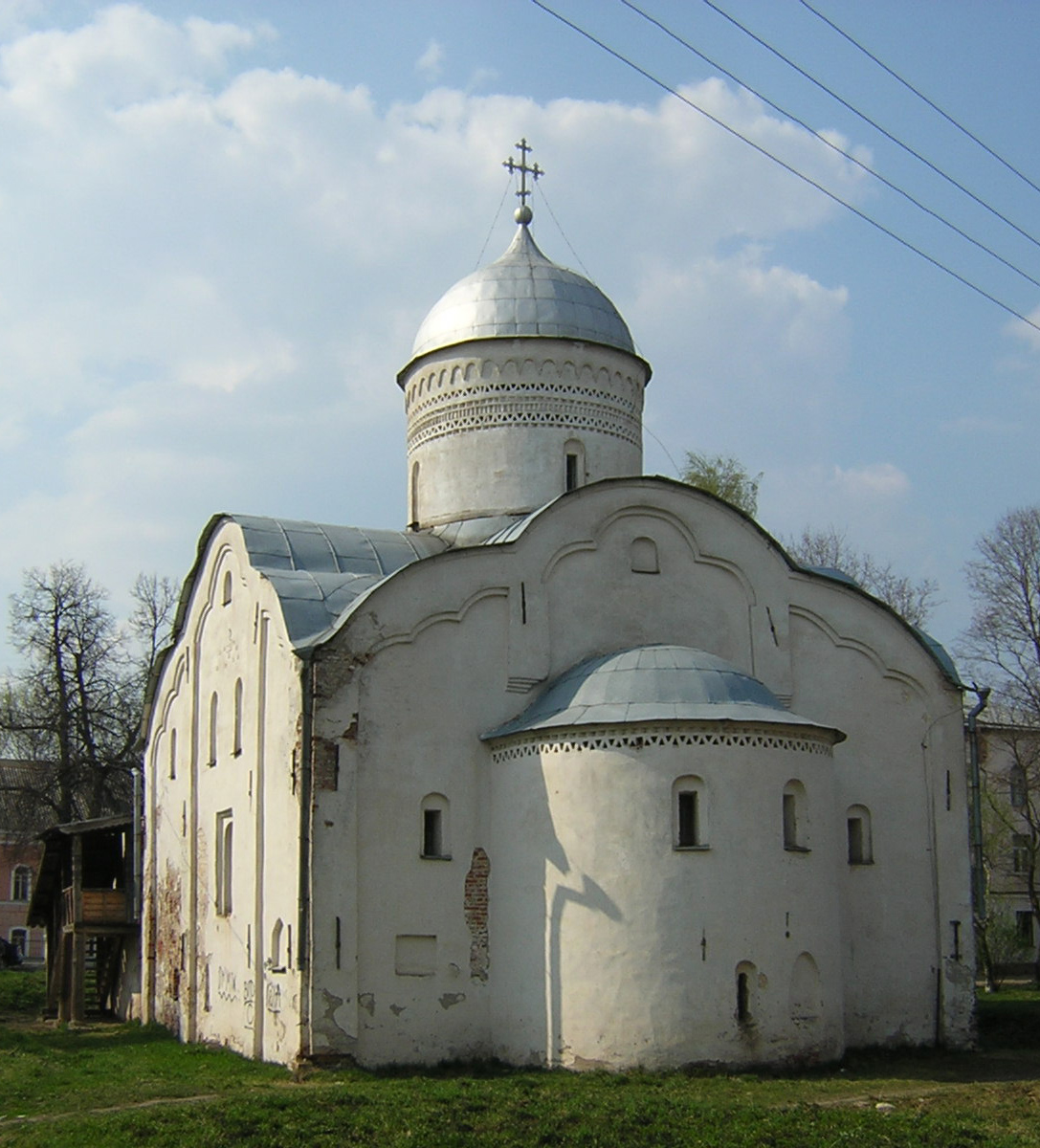
Kliment-Kirche (1952–1955), Nowgorod
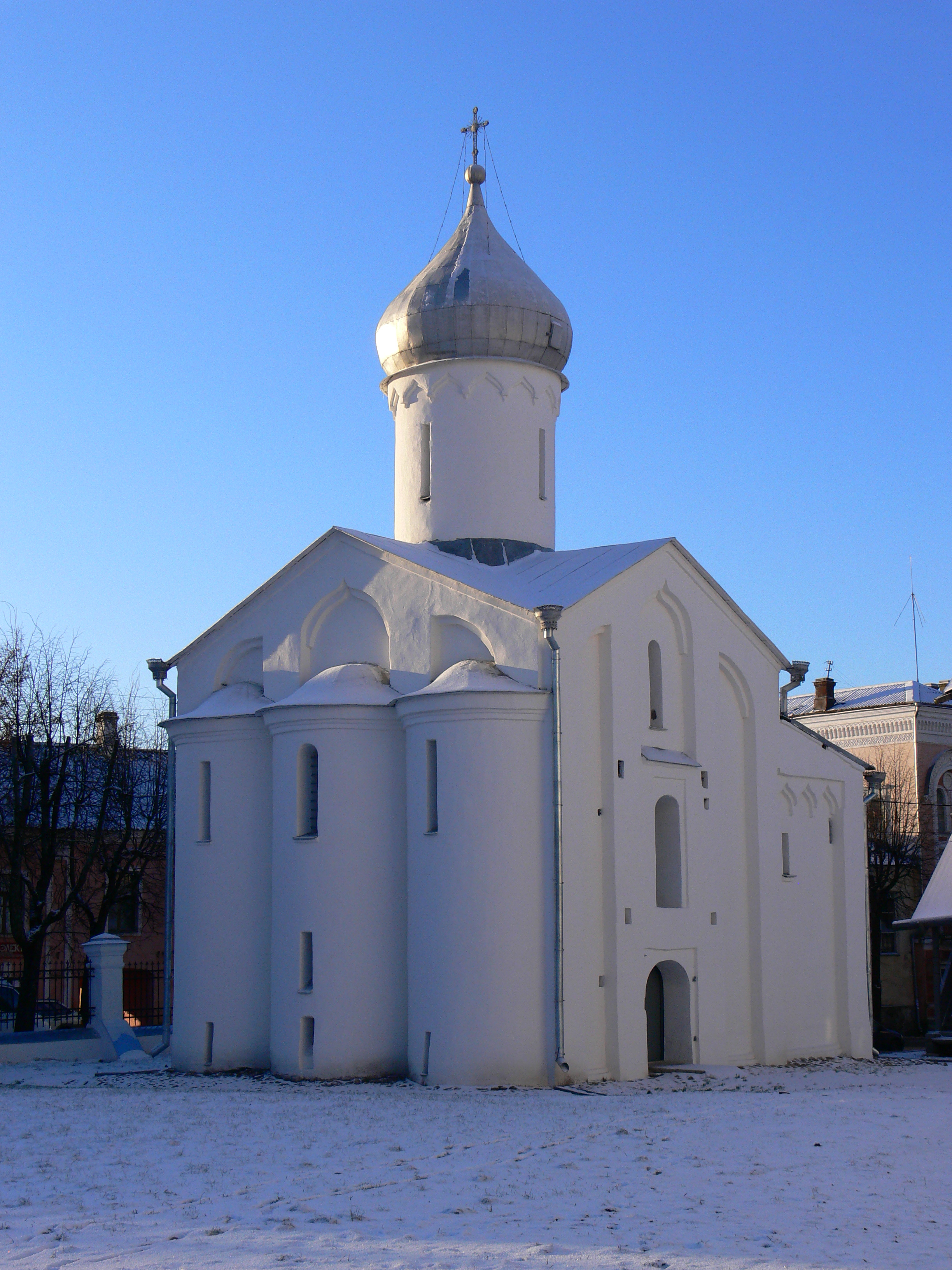
Prokopioskirche im Jaroslaw-Hof (1953–1955), Nowgorod
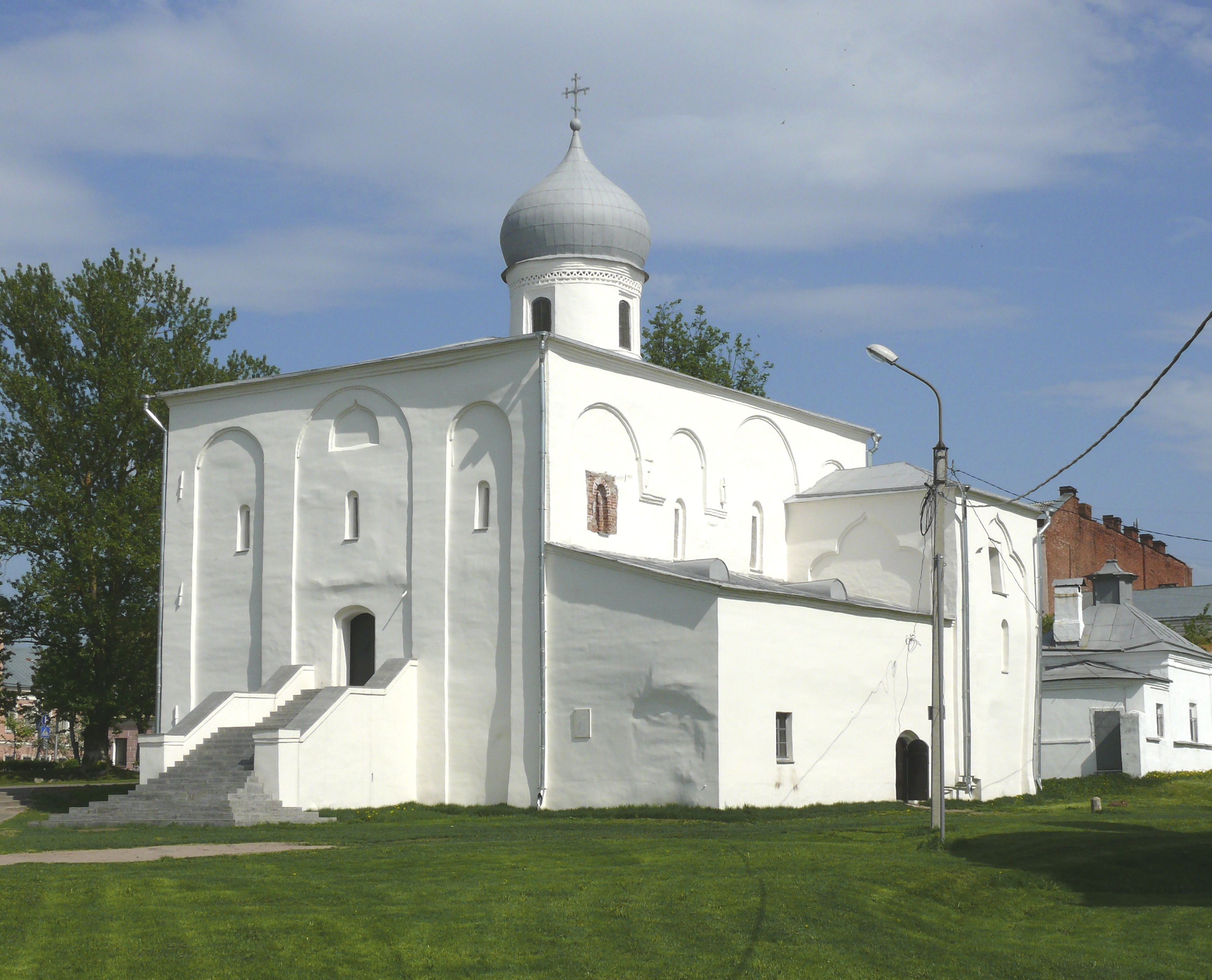
Mariä-Entschlafens-Kirche im Jaroslaw-Hof (1955–1956), Nowgorod
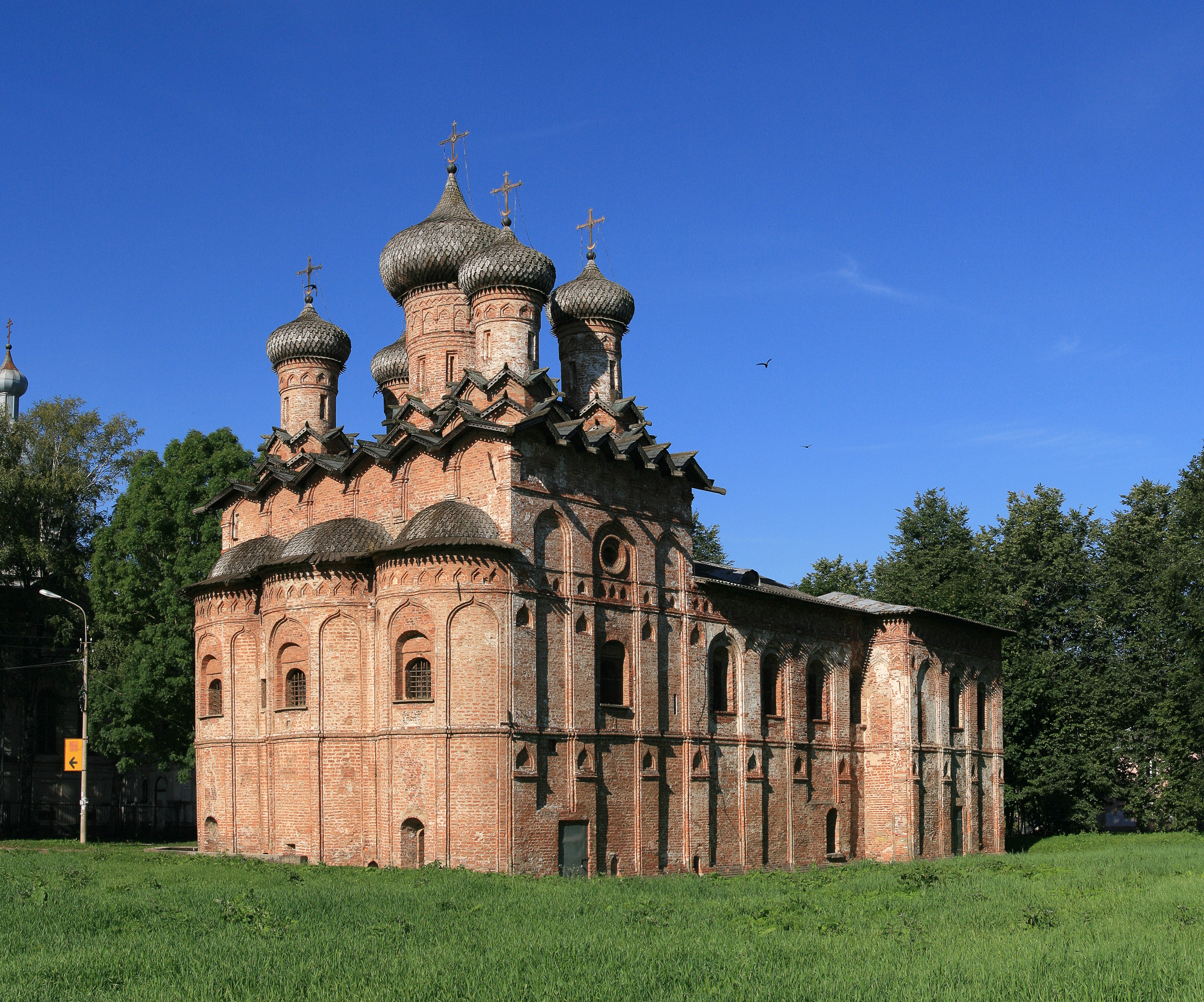
Dreifaltigkeitskirche des Heilig-Geist-Klosters (1956–1960), Nowgorod
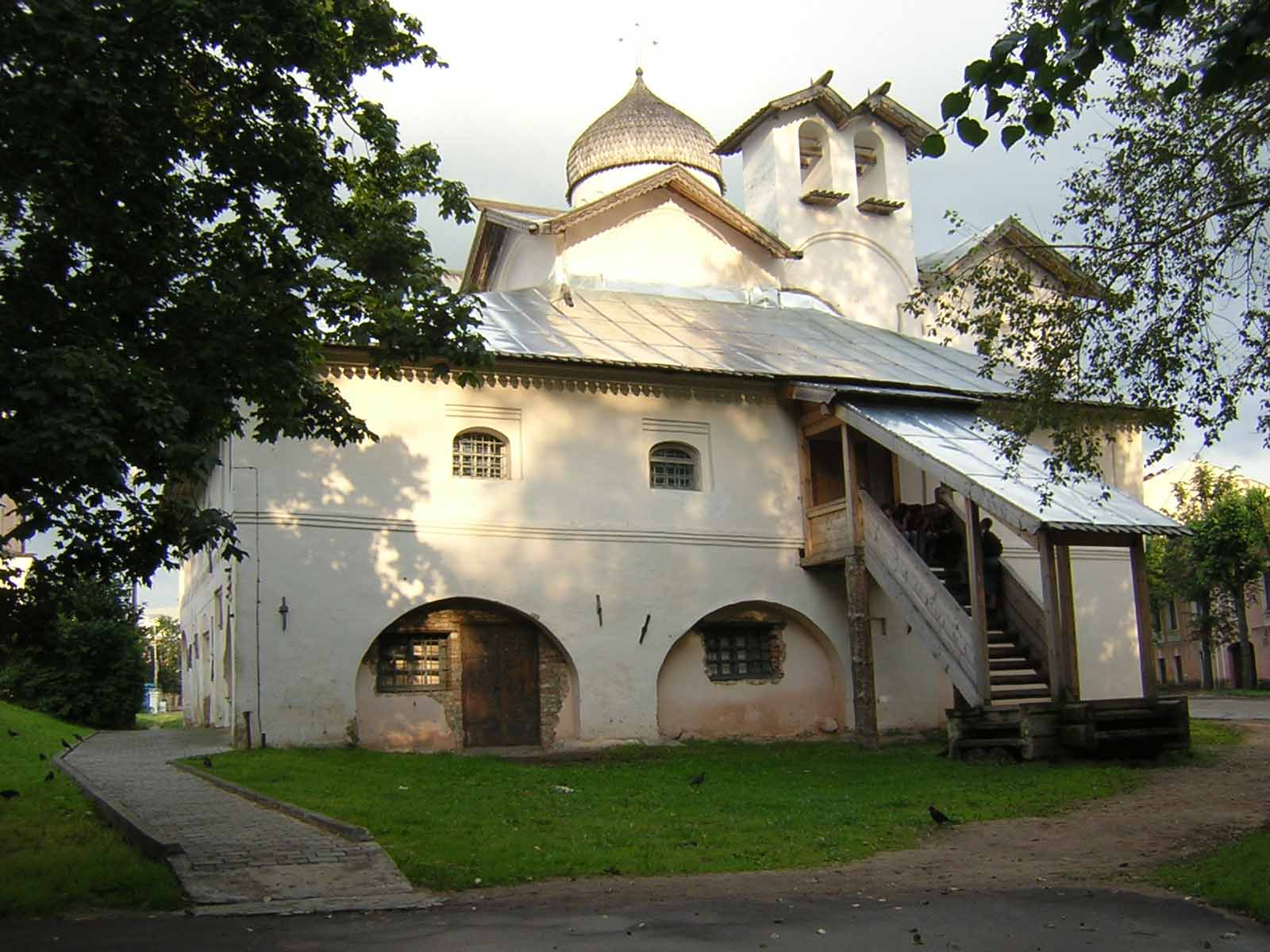
Kirche der Myrophoren im Jaroslaw-Hof (1956–1968), Nowgorod
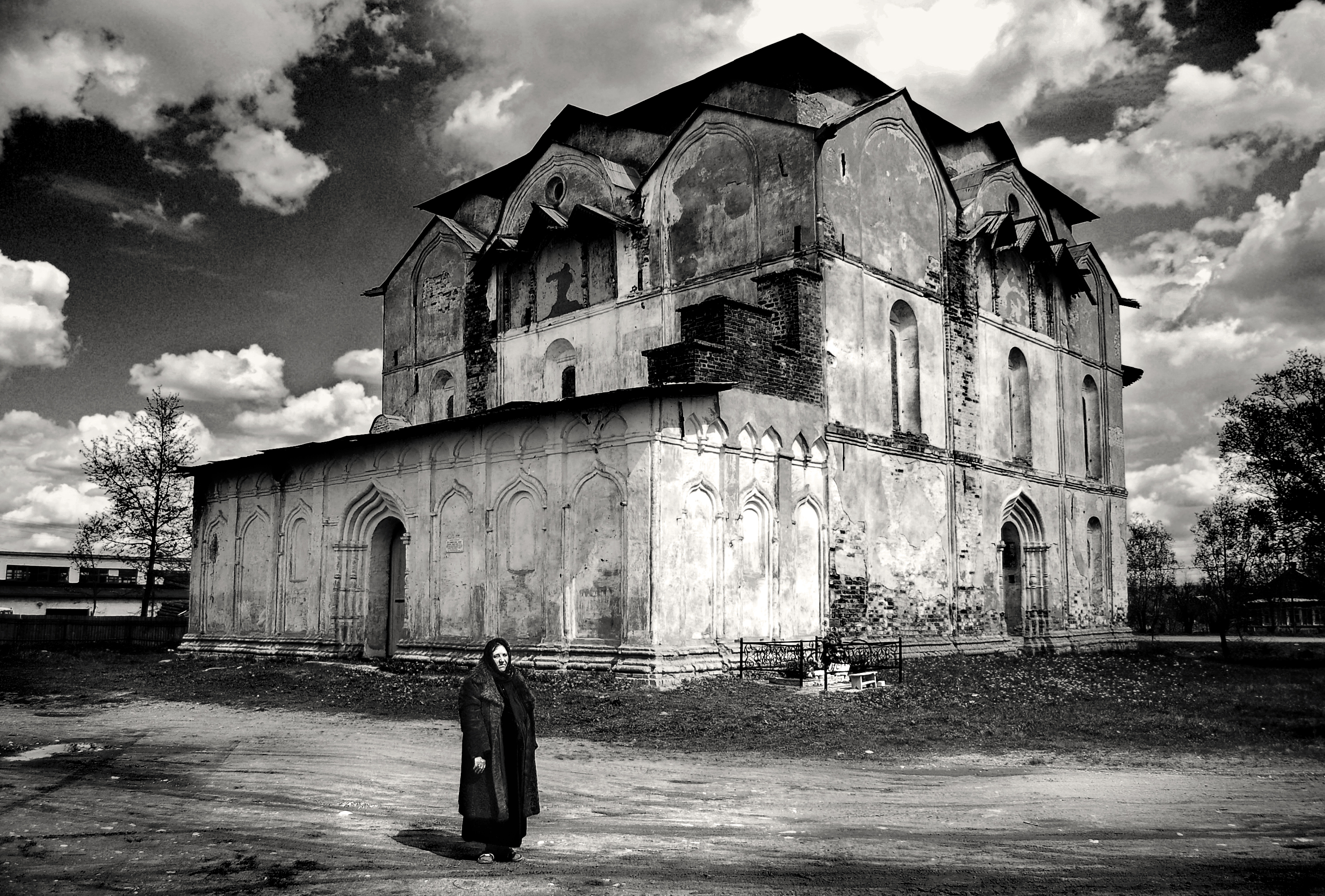
Wladimir-Kathedrale des Syrkow-Klosters (1961–1965), Nowgorod
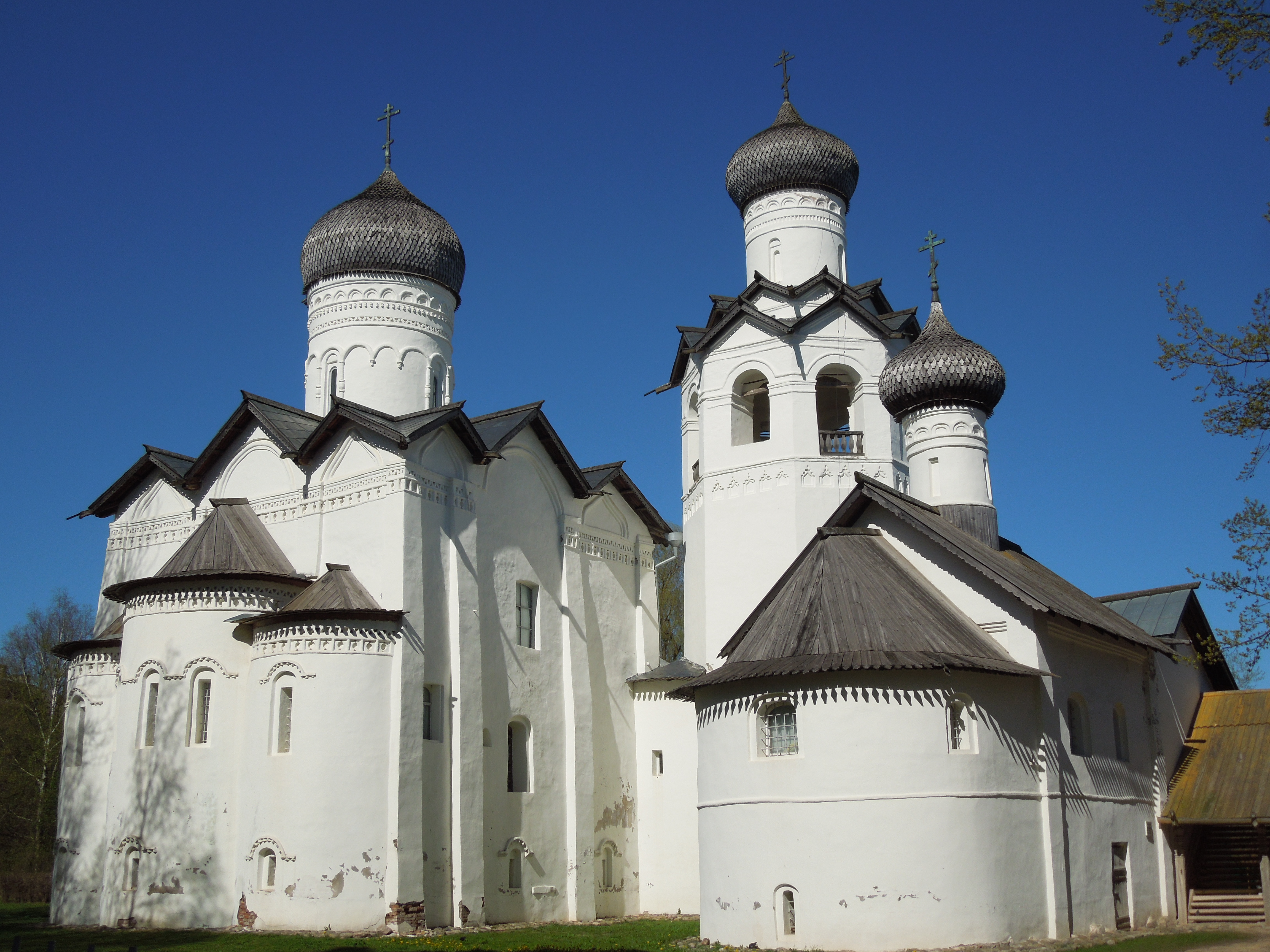
Kathedrale und weitere Gebäude des Verklärung-des-Herrn-Klosters (1961–1968), Staraja Russa
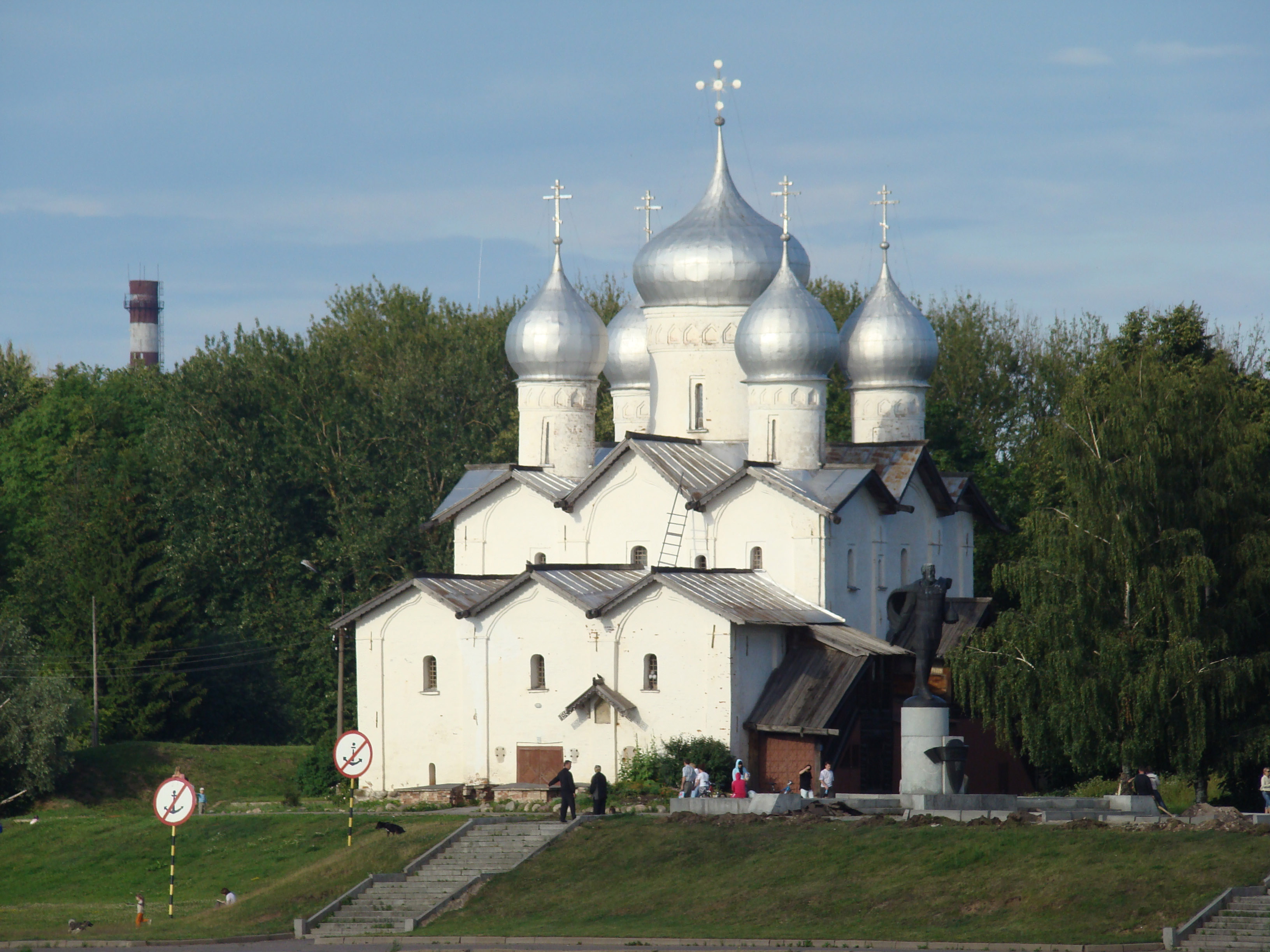
Boris-und-Gleb-Kirche in der Nordwestecke des Nowgoroder Plotniki-Endes (1960–1971), Nowgorod
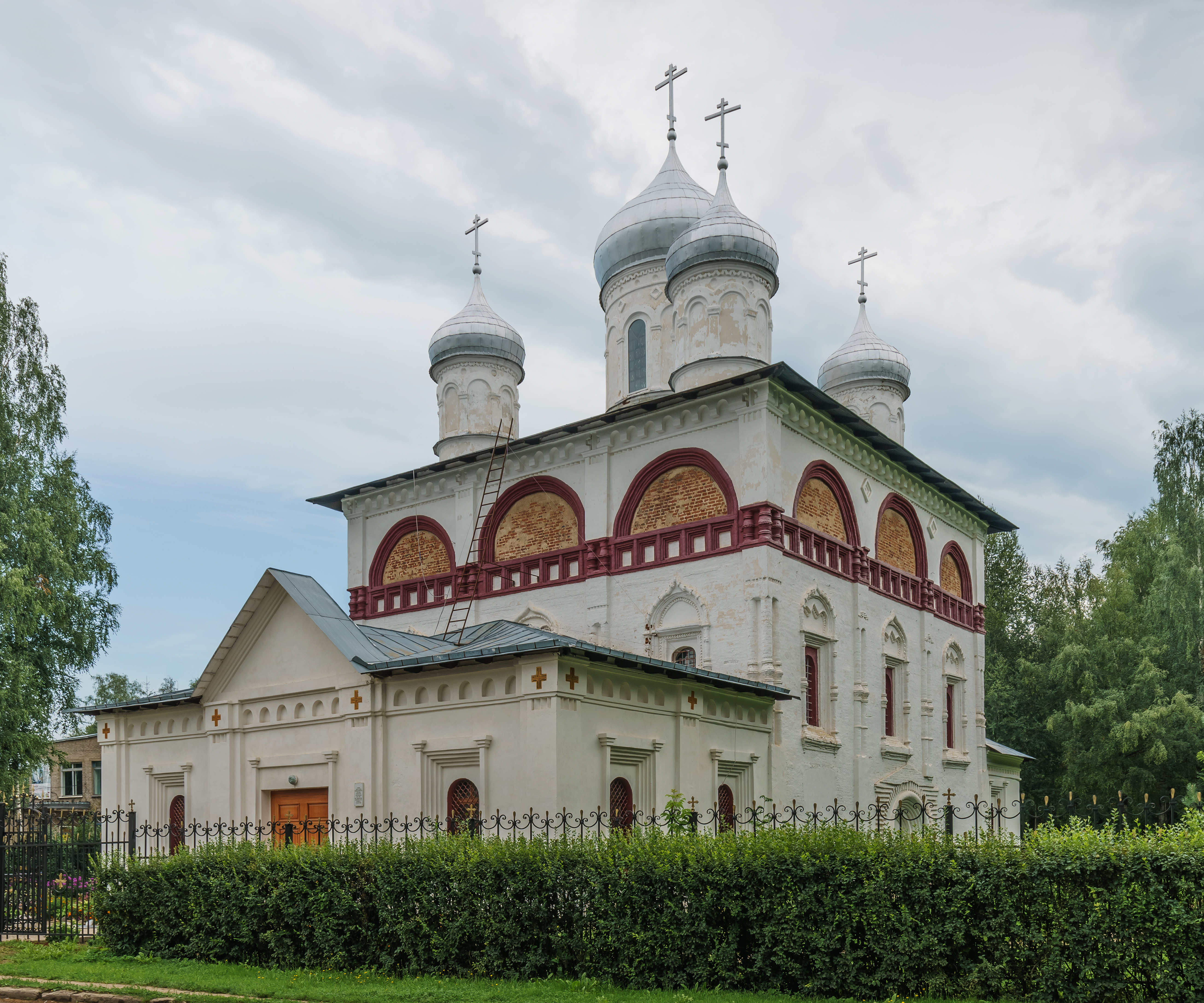
Dreifaltigkeitskirche (1968–1974), Staraja Russa
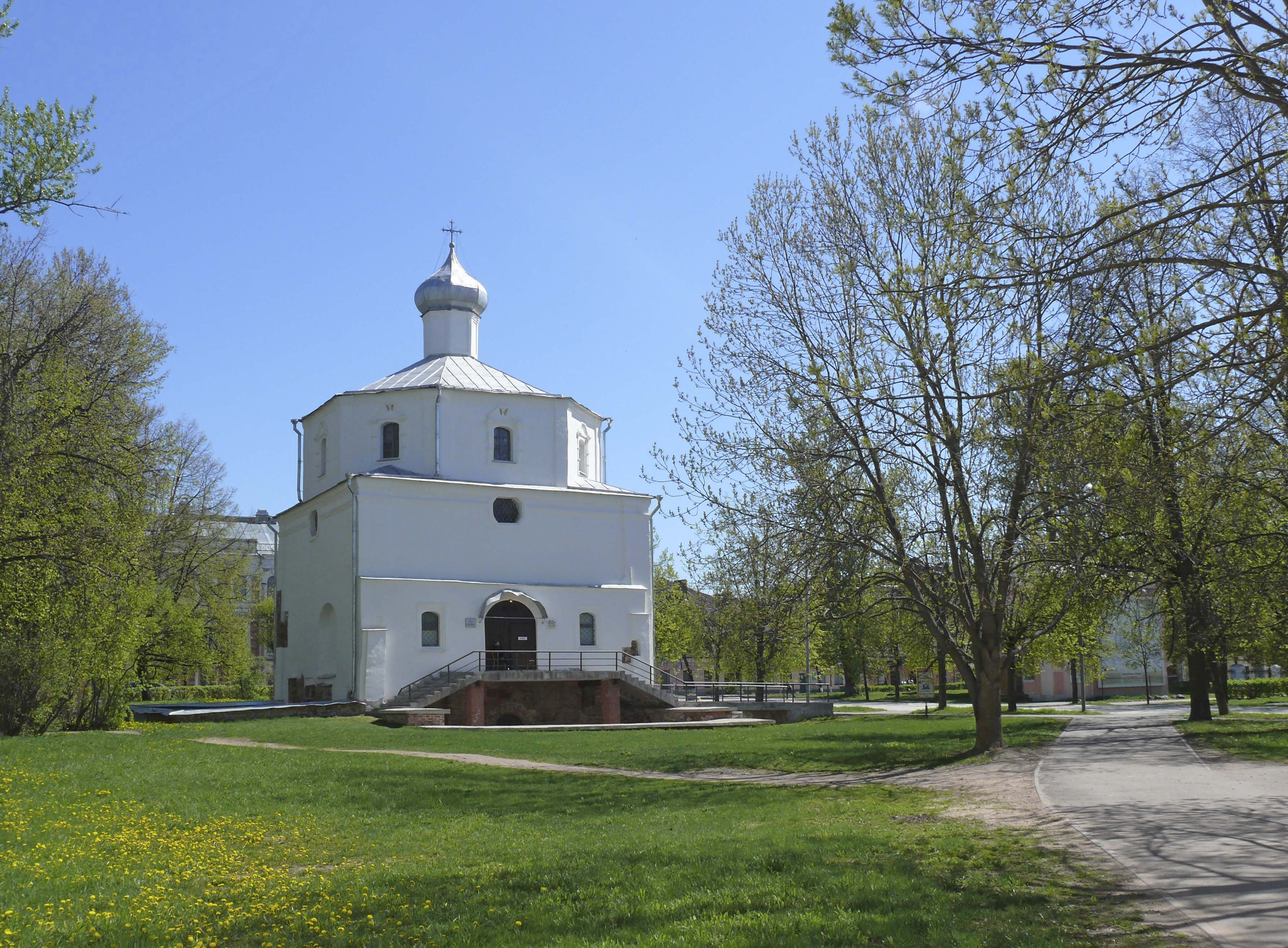
Georg-Kirche im Jaroslaw-Hof (1972–1974), Nowgorod